# Tenuisentidae
Tenuisentidae is een familie in de taxonomische indeling van de haakwormen, ongewervelde en parasitaire wormen die meestal 1 tot 2 cm lang worden. Tenuisentidae werd in 1921 beschreven door Van Cleve.